# Der Countdown läuft (Album)
Der Countdown läuft ist das zweite Mixtape des Münchener Rappers Ali As über Deluxe Records. Es erschien am 16. Mai 2008 im Vertrieb mit Groove Attack. Es bildet den Mittelteil der sogenannten „Bombentrilogie“. Vorausgegangen war das Mixtape Wie baut man eine Bombe?, abgeschlossen wurde die Trilogie durch das Album Bombe im Oktober 2008.

## Hintergründe
Die erste Single, Zoom Zoom Zoom, erschien am 11. November 2007. Die zweite Single, Der Countdown läuft, die in Zusammenarbeit mit Tai Jason entstanden war, feierte am 2. Mai 2008 auf der Internetseite mixeryrawdeluxe.tv Premiere.
Das Mixtape bzw. Prealbum war ursprünglich nicht geplant, da direkt nach dem Mixtape Wie baut man eine Bombe? das erste Studioalbum von Ali A$ Bombe veröffentlicht werden sollte. Ali As entschied sich jedoch, noch ein weiteres Mixtape dem Album vorzuziehen, sodass am 16. Mai 2008 Der Countdown läuft erschien. Für das Mixtape zeigte sich Ali As sehr experimentierfreudig, was die Features und die Produktion angeht. So gastieren zum Beispiel Frauenarzt, Tony D und Eko Fresh auf dem Mixtape, für die Produktion sorgten unter anderem Monroe, Flashgordon und Kingsize.

## Titelliste
1. Der Countdown läuft (feat. Tai Jason) – 4:00
  - Produziert von Tai Jason
2. Keiner (feat. Emory) – 4:30
  - Produziert von Genomee
3. Gestern & heute – 3:02
  - Produziert von Instrumens
4. Cockblocka (feat. Tua & Emory) – 4:14
  - Produziert von Sinch
5. Rowdy Mucke (feat. Der Neue Süden) – 4:11
  - Produziert von Monroe
6. Die Zwei – 4:11
  - Produziert von Sinch & Ken Kenay
7. Mitarbeiter des Monats – 4:25
  - Produziert von Sinch
8. Am laufenden Band – 3:24
  - Produziert von Instrumens
9. Polterabend (feat. Tony D & Frauenarzt) – 3:17
  - Produziert von Flashgordon
10. Augenringe – 3:39
  - Produziert von DJ Vito
11. Gott (feat. Emory) – 3:11
  - Produziert von Tua
12. Es tut mir leid – 3:22
  - Produziert von Instrumens
13. A$talavista – 3:46
  - Produziert von Phil Million
14. Club der toten Dichter – 4:08
  - Produziert von Sinch
15. Deutscher Rap ist ein Boot (feat. Eko Fresh) – 3:52
  - Produziert von Kingsize
16. Zoom Zoom Zoom – 3:07
  - Produziert von Instrumens

### Kritiken
Auf der Website "webbeatz.de" bekommt das Mixtape zwei von möglichen fünf Punkten. Der Kritiker begründet dies damit, dass "nach Hören der 16 Titel kaum etwas hängen bleibt". Dreizehn eher "enttäuschenden Tracks" stünden "lediglich drei Tracks entgegen", die "inhaltlich mehr Substanz enthalten". Diese sind Gestern & heute, Gott und Die Zwei. Der Verfasser hält fest, dass "trotz namhafter Produzenten wie beispielsweise Monroe und Tai Jason nur wenige musikalische Highlights zu finden und die Texte nahezu vollkommen austauschbar sind", da sie "kaum einen eigenen Stil erkennen lassen".
Laut Jamil Bhuiyan von "hamburghiphop.de" bringe Ali As "skurrile Inhalte" reimtechnisch auf "ganz eigene Weise" herüber. Das Mixtape sei "unterhaltend und in sich stimmig", auch die "notwendige Ernsthaftigkeit" sei vorhanden. Trotzdem bliebe der "Aha-Effekt" aus, auch soundtechnisch sei noch "einiges rauszuholen". Positiv äußert sich Bhuiyan über die Experimentierfreudigkeit des Rappers, was die Features angeht, so hebt er den Track mit Eko Fresh hervor.